# Eriocaulon tuyamae
Eriocaulon tuyamae là một loài thực vật có hoa trong họ Eriocaulaceae. Loài này được Satake mô tả khoa học đầu tiên năm 1974.